# Wenceslas Kalibushi
Wenceslas Kalibushi (Byimana 29 de juny de 1919 – 20 de desembre de 1997) va ser un religiós ruandès, bisbe de Nyundo de 1976 a 1997.
El 9 de desembre de 1976 va ser nomenat bisbe de la diòcesi de Nyundo, i va ser consagrat per l'arquebisbe Vincent Nsengiyumva el 27 de març de 1977. Els seus principals co-consagrats van ser l'arquebisbe André Perraudin i el bisbe Aloys Bigirumwami.
Kalibushi va ser un dels pocs sacerdots en posicionar-se verbalment contra les accions del govern durant la preparació del genocidi ruandès. El 28 de desembre de 1993, ell i els sacerdots de Kibuye i Gisenyi van emetre una carta que criticava el govern per l'entrega d'armes a civils.
La seva carta va demanar a les autoritats que expliquessin clarament al públic la utilitat de les armes que s'havien distribuït durant els últims dies.
Potser per la disposició de Kalibushi de donar suport a Tutsis i la seva crítica al govern, el seu compost a Nyundo va ser un dels primers objectius dels extremistes hutus.
El matí després de la mort del president Juvénal Habyarimana, el 7 d'abril de 1994, algunes famílies tutsis van arribar a Nyundo per seguretat. Va arribar-hi una gran una multitud hostil i armada, i va començar l'assassinat, incloses dones i nens que es van refugiar a la capella. El matí del 8 d'abril, la milícia va capturar el bisbe, el va despullar i va amenaçar amb matar-lo, però van ser aturatts per un oficial de l'exèrcit. El bisbe Kalibushi va ser portat a Gisenyi i més tard va ser posat en llibertat a petició del Vaticà.
El 3 de maig Mons. Vincent Nsengiyumva va escriure una carta als cristians de Nyundo assegurant-los que Kalibushi era sa i estalvi, i que els rumors que havia fugit a Nairobi eren falsos.
Kalibushi es va retirar el 2 de gener 1997 i va morir el 20 de desembre de 1997.